# 機関銃
機関銃（きかんじゅう、英語: Machine gun）は、弾薬を自動的に装填しながら連続発射する銃である。略して機銃ともいう。

## 定義

ルイス軽機関銃のガス式自動機構を示したアニメーション。各部品の位置関係は実際のものとは異なる

日本陸軍では全て機関砲と称していたが、1907年（明治40年）6月以降は機関砲の内11mm以下の銃は機関銃と改称。昭和11年1月以降はこの区分を廃止して銃か砲かは制式制定毎に決定する事となった。日本海軍では全てを機砲と称し、1921年（大正10年）より機銃と改称した。火薬ガスなどを利用して連続発射が可能な銃は口径40mmでも機銃と称された。自衛隊では基本的には口径が20mm未満の銃を機関銃、20mm以上の銃を機関砲として運用している。
日本の防衛省では「脚・銃架などを用いて、安定した連続射撃を行うもので、小銃に比ベ射程及び持続発射能力が勝る銃」と定義している。
こうした定義に従う場合、フルオート射撃が可能であっても、短機関銃やアサルトライフルなどは含まれない。
アメリカ軍が第一次世界大戦頃に定めた自動火器の区分においては、陣地に据え付けるような大型で重量のあるものを機関銃（Machine gun）、運搬が容易で歩兵と共に前進できるものを自動小銃（Automatic rifle）とした。この場合、軽機関銃と称される銃の一部も自動小銃に含まれうる。
軍隊以外の組織では、より広い範囲の自動火器を機関銃の範疇に含める場合もある。アメリカ合衆国の連邦銃器法（National Firearms Act, NFA）では、機能を次のように説明し、これを構成する部品の組み合わせなども合わせ、規制の対象となる機関銃（Machinegun）と定義する。この場合、アサルトライフルや短機関銃なども機関銃に含まれる。
引き金を1度操作するだけで、手動での再装填を必要とせず、自動的に1発より多くの射撃を行えるように設計された、あるいはその機能を容易に復元できる火器

Any weapon which shoots, is designed to shoot, or can be readily restored to shoot, automatically more than one shot without manual reloading, by a single function of the trigger
日本の税関では、機関銃について、「引き金を引いている間は、自動的に連続して弾丸を発射し得る機能を有し、短時間に多数の弾丸を発射し、戦闘に適するように製造されたもので、口径が 20mm 未満のもの。」という定義を用いている。

## 分類
連射可能な銃器は下記のように分類される。
- 機関銃
  - 重機関銃
  - 中機関銃・汎用機関銃
  - 軽機関銃・分隊支援火器
- 他の自動火器
  - 自動小銃：連射可能な小銃
    - アサルトライフル：従来型の小銃弾と拳銃弾の間の威力の弾薬（中間弾薬）を使用する自動小銃

  - 短機関銃：拳銃弾など弱力な弾薬を使用する機関銃・自動小銃
    - 機関拳銃：連射可能な拳銃。短機関銃と同義に扱われることもある。

アメリカ海兵隊では、機関銃を軽機関銃/自動小銃（Light Machine Guns/Automatic Rifles）、中機関銃（Medium Machine Guns）、重機関銃（Heavy Machine Guns）の3つに分け、それぞれを次のように定義し、例としてM249軽機関銃（軽機関銃）、M240G機関銃（中機関銃）、M2HB重機関銃/Mk.19 MOD 3擲弾銃（重機関銃）を挙げている。

軽機関銃（LMG）の分類には、一般的に.22 - .250（5.45mm - 6mm）口径の自動火器が含まれる。典型的な軽機関銃の全重量は15 - 30ポンド程度である。通常、使用する付属品に応じて、1名ないし2名の兵士によって運用される。通常、1名の人員が運用する場合、三脚や予備銃身は使用しない。通常、軽機関銃で用いる弾頭の重量は45 - 72グレイン程度である。曝露あるいは軽く保護された人員を1,000m以内から攻撃することに適している。

The light machine gun (LMG) classification generally includes  .22 to .250 caliber (5.45mm to 6mm) automatic weapons. An LMG typically weighs between 15 and 30 pounds, complete. An LMG is normally manned by a crew of one or two individuals depending on the accessories being used. Neither a tripod nor a spare barrel is normally used with an LMG when it is manned by a single individual. Bullet weights for LMGs normally range from 45 to 72 grains. They are optimally employed against exposed and lightly protected personnel at ranges less than 1,000 meters. 

中機関銃（MMG）の分類には、一般的に.264 - .33（6.5mm - 8mm）口径の自動火器が含まれる。典型的な中機関銃の重量は、弾薬50発を装填した状態で、25ポンド以上である。予備の弾薬、地上用三脚、予備銃身、その他のアクセサリーを含めると、中機関銃システム全体の重量はさらに25ポンドほど重くなることがある。通常、中機関銃は3名の兵士によって運用される。通常、中機関銃で用いる弾頭の重量は140 - 220グレイン程度である。人員あるいは軽目標（自動車など）を1,500m以内から攻撃することに適している。

This medium machinegun (MMG) classification generally includes .264 to .33 caliber (6.5mm to 8mm) automatic weapons. Typical MMG weights are 25 pounds or more when loaded with 50 rounds of ammunition. Remaining ammunition, ground tripod, spare barrel, and other accessories can add another 25 pounds or more to the overall weight of MMG systems. The MMG is generally employed by a crew of three. A MMG generally uses bullets that weigh between 140 and 220 grains. Optimally, they are employed against personnel and light materials (e.g., motor vehicles) at ranges of1500 meters or less. 

重機関銃（HMG）の分類には、一般的に.50口径以上（12.7mm -15mm）の自動火器が含まれる。重機関銃のシステムの重量は非常に重い。地上用三脚に取り付け射撃可能な状態とした重機関銃の重量は、弾薬を除いて125ポンド以上になりうる。通常、重機関銃は4人以上の兵士によって運用される（ただし、自動車や輓獣を輸送に利用する場合、3人の兵士でも運用しうる）。通常、重機関銃で用いる重量は700グレイン以上である。重機関銃は、主に野戦築城、車両、航空機に対し用いる。一般的に、これらの標的を1,000m以遠から攻撃することに適している。

The heavy machine gun (HMG) classification generally includes .50 caliber or larger (12.7mm to 15mm) automatic weapons. The system weight of a heavy machine gun is substantial. In a ready to fire configuration using a ground tripod, an HMG without ammunition can weigh more than 125 pounds. An HMG is normally manned by a crew of four or more personnel (although a crew of three may be sufficient if motor vehicles or draft animals are employed for transportation over distance). The common bullet weight of an HMG is 700 grains or larger. HMGs are primarily employed against field fortifications, vehicles, and aircraft. They are generally effective against these types of targets at ranges of 1,000 meters or greater. 

## 基本構造
機関銃の代表的な基本構造は、尾筒部に銃身部、遊底・揺底部、撃発機構・銃尾部および照準具を組み付ける構造である。

### 尾筒部・銃尾部

#### 自動機構
機関銃では、引金を引くことで送弾から撃発、撃発準備に至るまでの一連の作動工程が自動的に行われる。このための機構（自動機構）には下記のようなものがあり、特に反動利用式とガス利用式が多く用いられる。またオープンボルトとクローズドボルトの選択がある。
反動利用式
発射時に銃に作用する反動力を用いて、まず遊底と銃身とが結合した状態で一定距離だけ後座させたのちに、遊底と銃身との結合を解き、遊底のみを更に動かす（ショートリコイル方式）、或いは先に銃身を復座し遅れて遊底を復座する（ロングリコイル方式）ことによって、薬室開放の遅延と銃尾機構を作動させる方式。
ガス利用式
銃身にガス漏孔を設けて、発射薬ガスの一部を取り出し、その圧力によって銃尾機構を作動させる方式。
ブローバック式
薬莢に加わるガス圧（包底圧）によって、直接に遊底を後退させ、銃尾機構を作動させる方式。機関銃で使用する場合、強力な小銃弾を使用する必要上、遊底の開放時期を遅らせるための遅延機構を組み込んだ方式となる。
外部動力利用式
銃尾機構を作動させるためのエネルギーを外部から取り入れる方式であり、電気モータまたは油圧モータによって駆動される例が多い。代表的な方式としてはガトリング式やチェーン駆動式がある。

#### 送弾機構

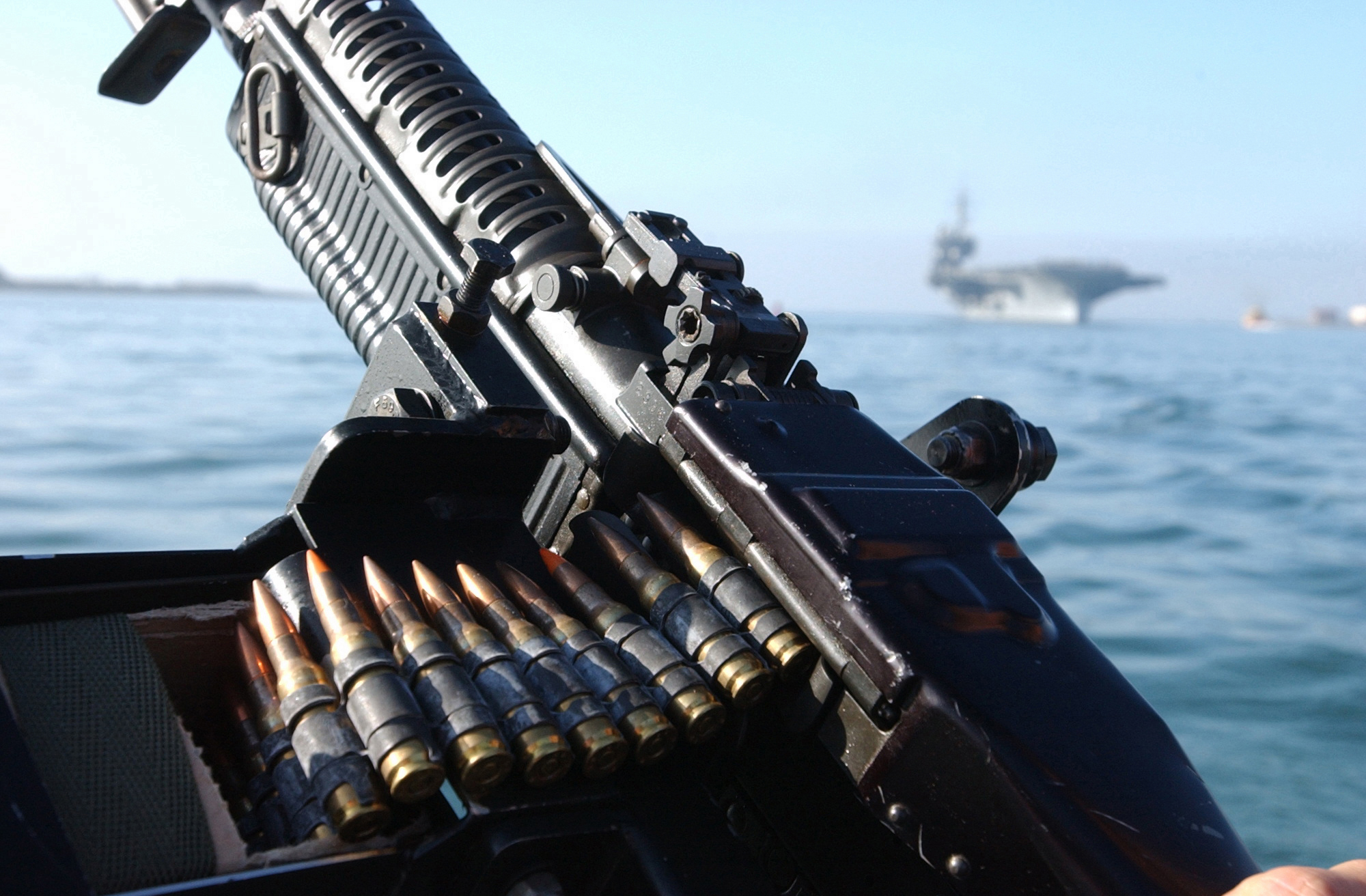
M13 リンクの弾帯を装着したM60機関銃

機関銃はリンクベルト付弾薬（弾帯）を射撃するものが多いが、小銃用と同様の弾倉を使用できるものもある。

#### 撃発機構
通常の機関銃では、銃把・引金とともに、肩付射撃のための銃床を備える事が多い。一方、車載機関銃やドアガンでは、これらの代わりに握把のみを有する物が多い。握りによって射撃方向の操作を行い、引金を引くのではなく押金を押すことによって撃発させるものである。

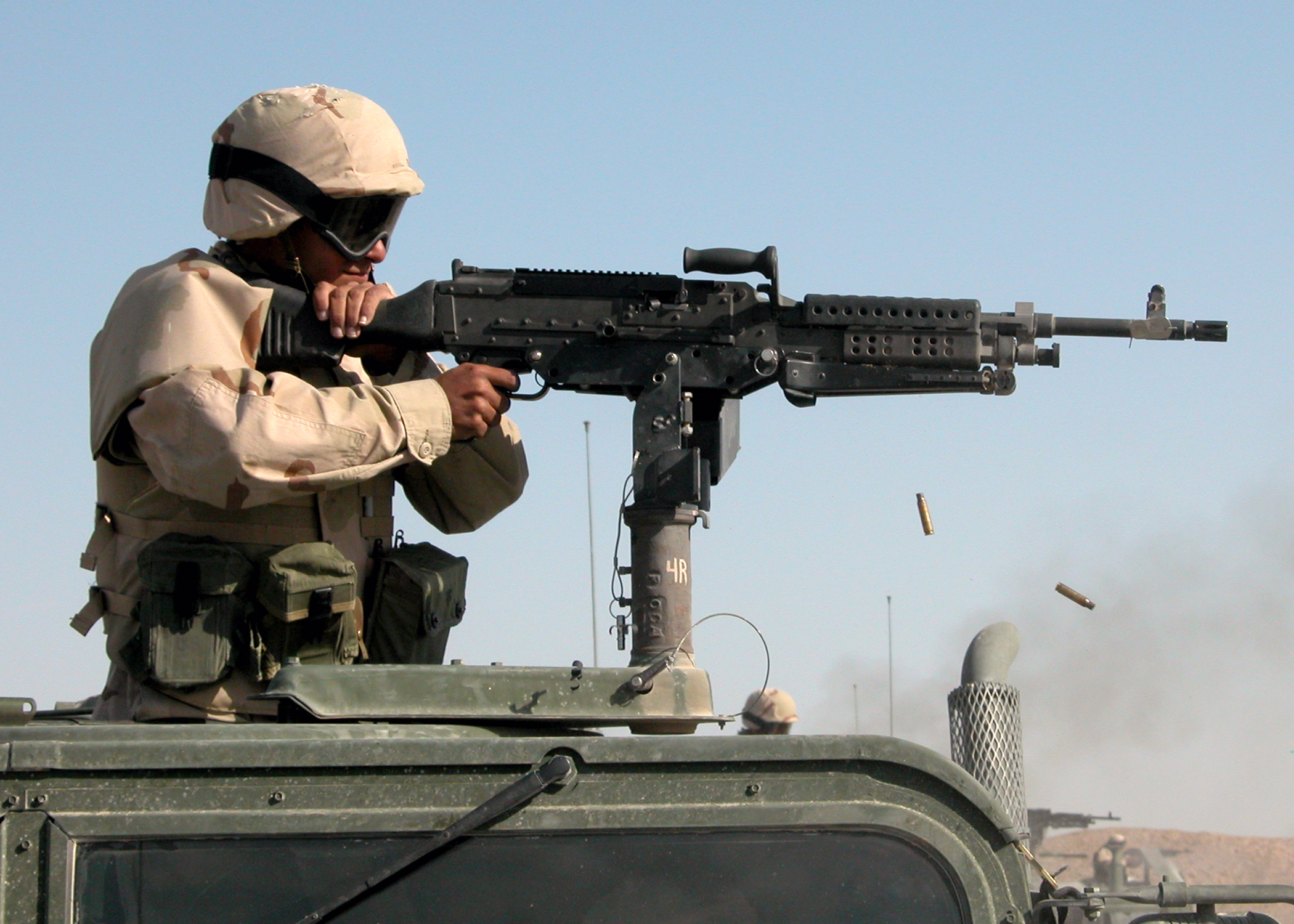
銃把・銃床を装着したM240機関銃
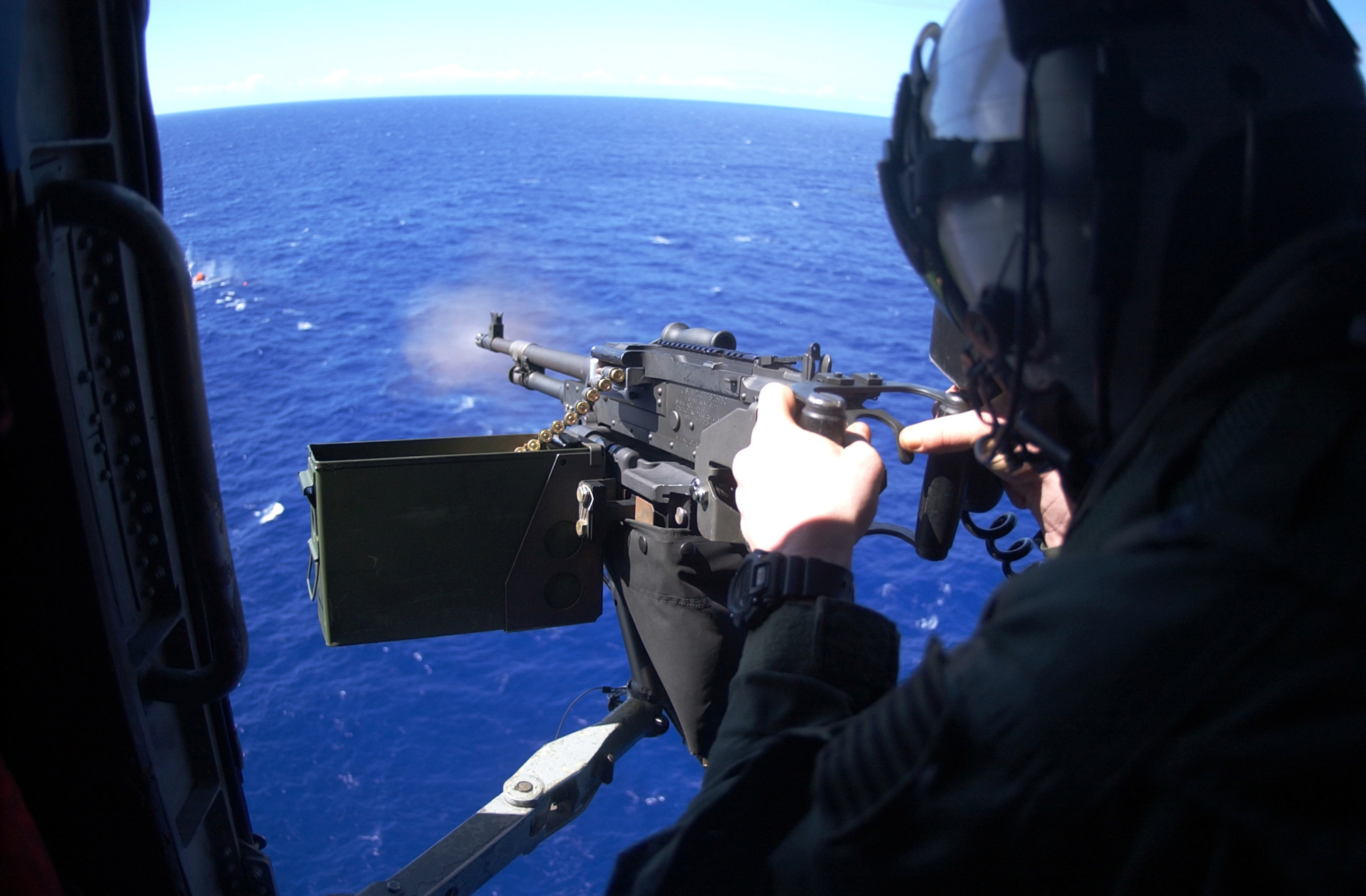
握把を装着したM240機関銃

### 銃身部
機関銃では連射を多用することから、銃身の加熱が問題になる。このため、第一次世界大戦以前の機関銃は水冷化されているものが多かったが、重量がかさむために、後には空冷が主流となった。
一般に、発射弾数が増えると銃身内面の摩耗が進行して銃腔などの寸法が大きくなり、初速が低下するため、その進行を抑制する手段として、銃身内面にクロムメッキを施すなどの対策が用いられている。機関銃では特に連射性能を高めるために他の小火器よりも厚肉の銃身を使用する事が多く、また放熱フィンなどの構造を有する場合もある。
また予備銃身と交換可能な構造になっていることも多く、200-500発程度の連射で交換するのが目安とされている。

### 照準具
機関銃（特に軽機関銃）では目標を直接捕捉して照準することが多いため、標準的には照門照星式照準器が装備されている。汎用機関銃の場合、軽機関銃として使用するときには近距離射撃のために照門を倒し、重機関銃として使用するときには遠距離射撃のために照門を立てて使用する。また遠距離射撃のために望遠機能、全天候での交戦のために暗視機能を備えた光学照準器が用いられることもある。
重機関銃（あるいは汎用機関銃を重機関銃として使用しているとき）であれば間接射撃も可能であり、迫撃砲で使うのと同じ照準器を使うことで、目標を直接視認できなくとも、所定の地域に対する射撃を行うことができる。一方、対空機関銃として直接照準を行うために、環型照準具が装着されることもある。

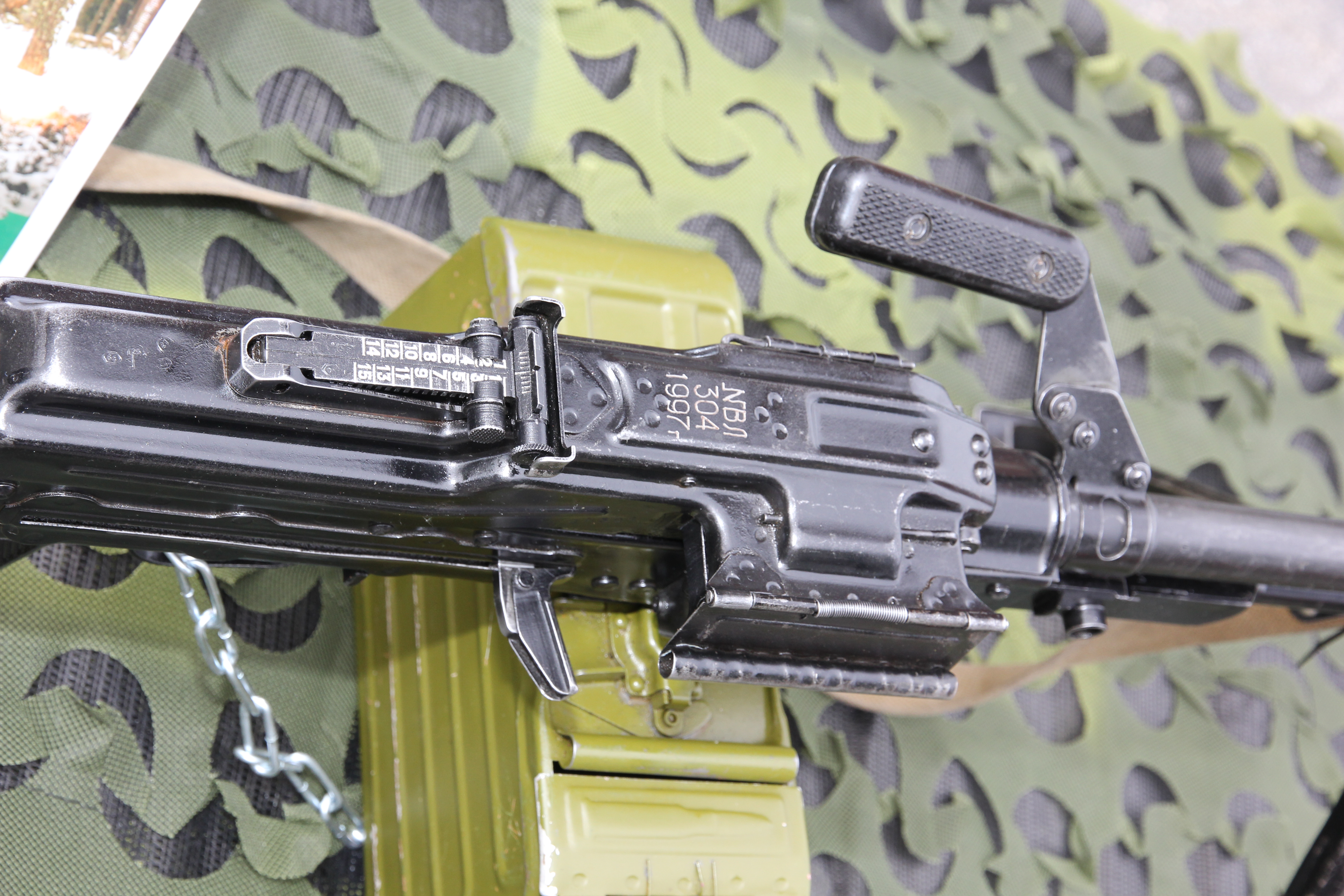
PKM機関銃の照門
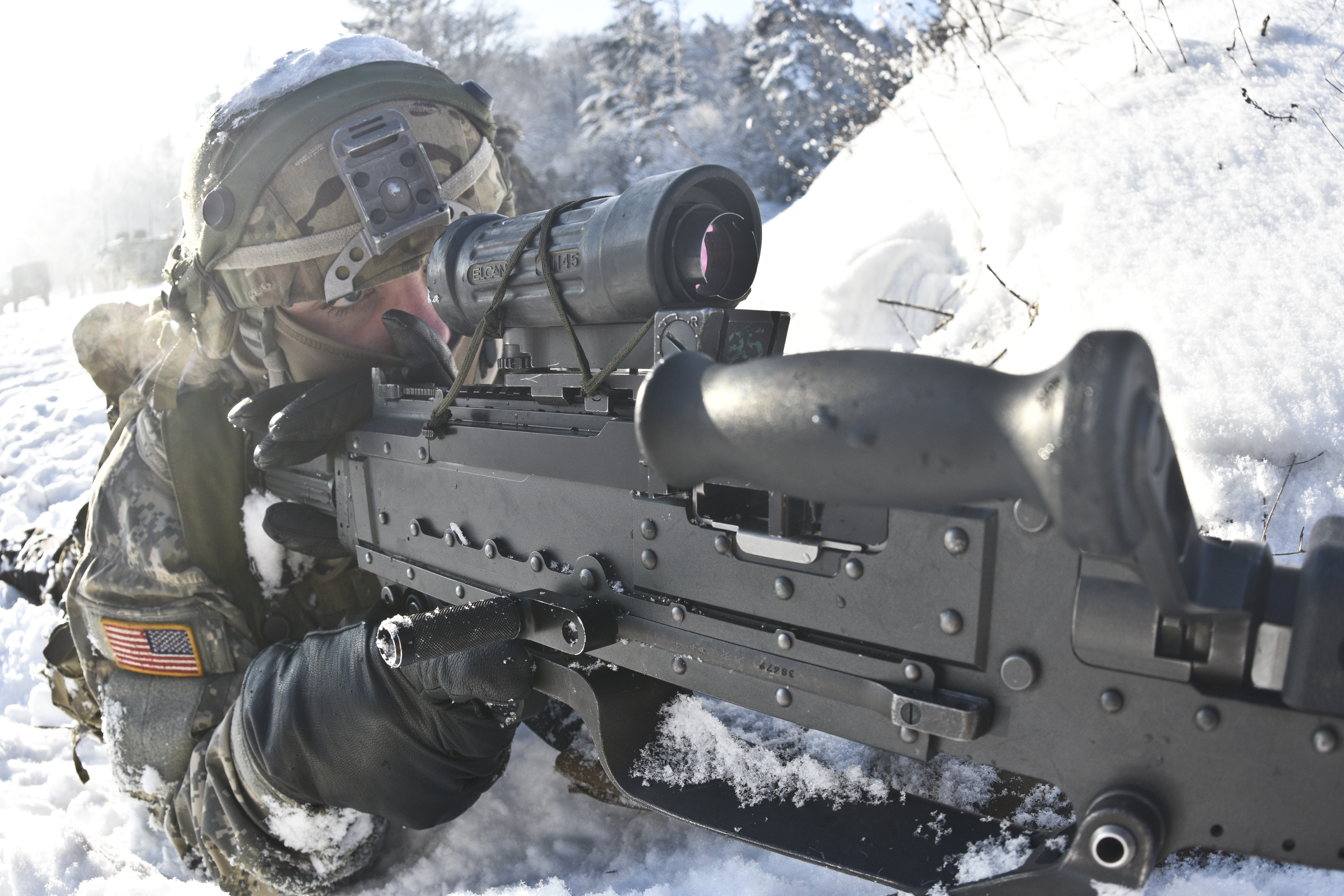
M145光学照準器を装着したM240機関銃
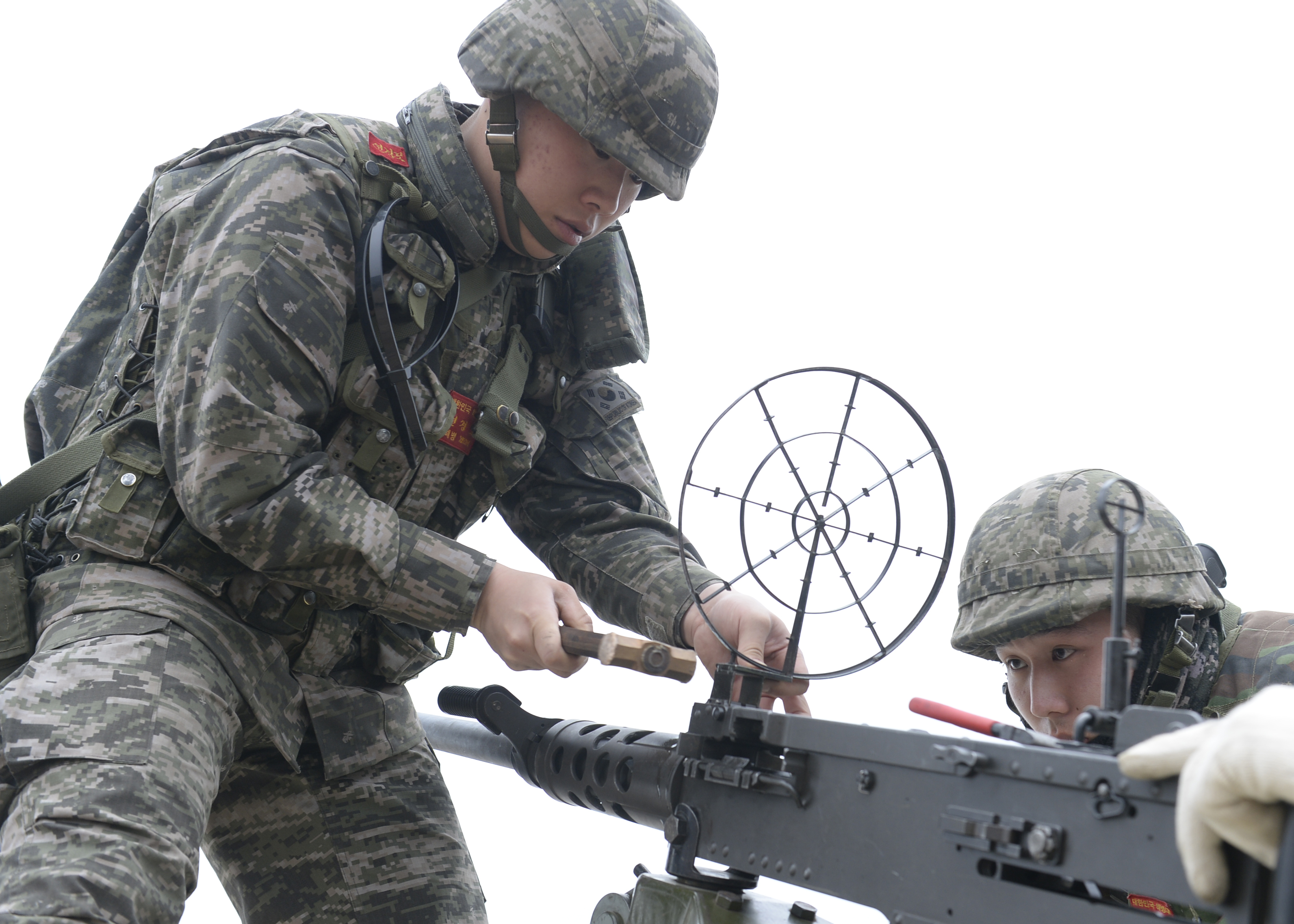
対空射撃用の環型照準具を装着したM2機関銃

### 脚架
軽機関銃や汎用機関銃などでは、尾筒部の前方などに二脚が組み込まれており、必要に応じてこれを使用して射撃時の姿勢を安定させる。二脚には高さ調整ができるものが多い。
一方、重機関銃や、汎用機関銃をこれに準じて使用する場合には、三脚が使用される。これには射角および射向を調整する機能を有するものもある。例えばMG42を重機関銃として運用する場合に用いられたラフェッテ42では、射撃時の反動による銃の後退を利用して銃身を上下に振る機構が組み込まれており、前後に弾着をばらまくことで、縦深が深い扇型弾幕地帯を形成して、疎開隊形をとる敵歩兵をその弾幕に捕捉できるようにした。

## 歴史

### 外部動力利用式機関銃の登場
火器の誕生と同時に、その連発化が志向されるようになった。最初期には複数の銃砲身を束ねたり並列に並べたりした火縄銃が試みられた。これを発展させたのがオルガン銃・砲で、1339年には既に文献に登場し、1382年にはヘントの軍隊により実戦投入されたとされている。レオナルド・ダ・ヴィンチもこの種の銃を着想している。しかし当時は前装式の時代であり、銃身全部から上手く発射できたとしても、銃砲身全てに弾丸や発射薬を装填するのに時間がかかるため、あまり実用的ではなかった。
イギリスでは、パルマーが1663年に王立協会に投稿した論文で反動やガスを利用した自動射撃の可能性について述べているが、あくまで理論上の考察であり、試作品の製作には至らなかった。その後、1718年にはロンドンの法律家であるジェームズ・パックルが口径25.4mmのフリントロック式リボルバー（取り外した薬室への銃弾火薬装填、薬室交換、薬室回転、撃鉄起こしは全手作業）であるパックルガンの特許を取得した。
その後、装填方式が後装式に移行し、また特に薬莢が導入されると、連発銃の発明が相次ぐようになった。初期の発明品は外部動力利用式が主流であり、1834年にはデンマークの発明家N・J・レイプニッツが毎分80発の連射が可能な空気圧機関銃を発明したものの、非常に大掛かりな装置であったため、実用化されることはなかった。また1854年にはイギリスのヘンリー・ベッセマー卿が蒸気機関を利用した自動機構の特許を取得したものの、こちらも製品化には至らなかった。
アメリカ合衆国ではこれらの新しい兵器技術に対して多少進取的であり、南北戦争中の1861年10月には、リンカーン大統領の前でのデモンストレーションの後、ユニオン・リピーティング・ガン10挺の購入契約が締結された。これは機関銃が販売された初めての記録であった。同機関銃は、連射による銃身過熱に直面しており、銃身交換によりそれを解決していた。またその翌年の1862年にはガトリング砲が発明され、1866年にはアメリカ軍に採用されたほか、イギリスや日本にも輸出された。1865年には南北戦争は終結し機関銃の需要は失われた。1874年ガトリング砲に似た回転式のベイリー機関銃（機構はガトリング砲とかなり違う）用に弾帯給弾方式が発明実装された。1898年の米西戦争ではガトリング砲が効果を発揮したものの、軍内部での評価は高いものではなかった。
一方、フランスで開発されたミトラィユーズは、従来の火砲の設計をベースとして、砲身から多数の小銃弾を同時に射撃するものであった。これは1870年の普仏戦争で実戦投入され、一定の効果を挙げた。またオルガン銃の機構を自動化したようなノルデンフェルト式機銃も開発された。

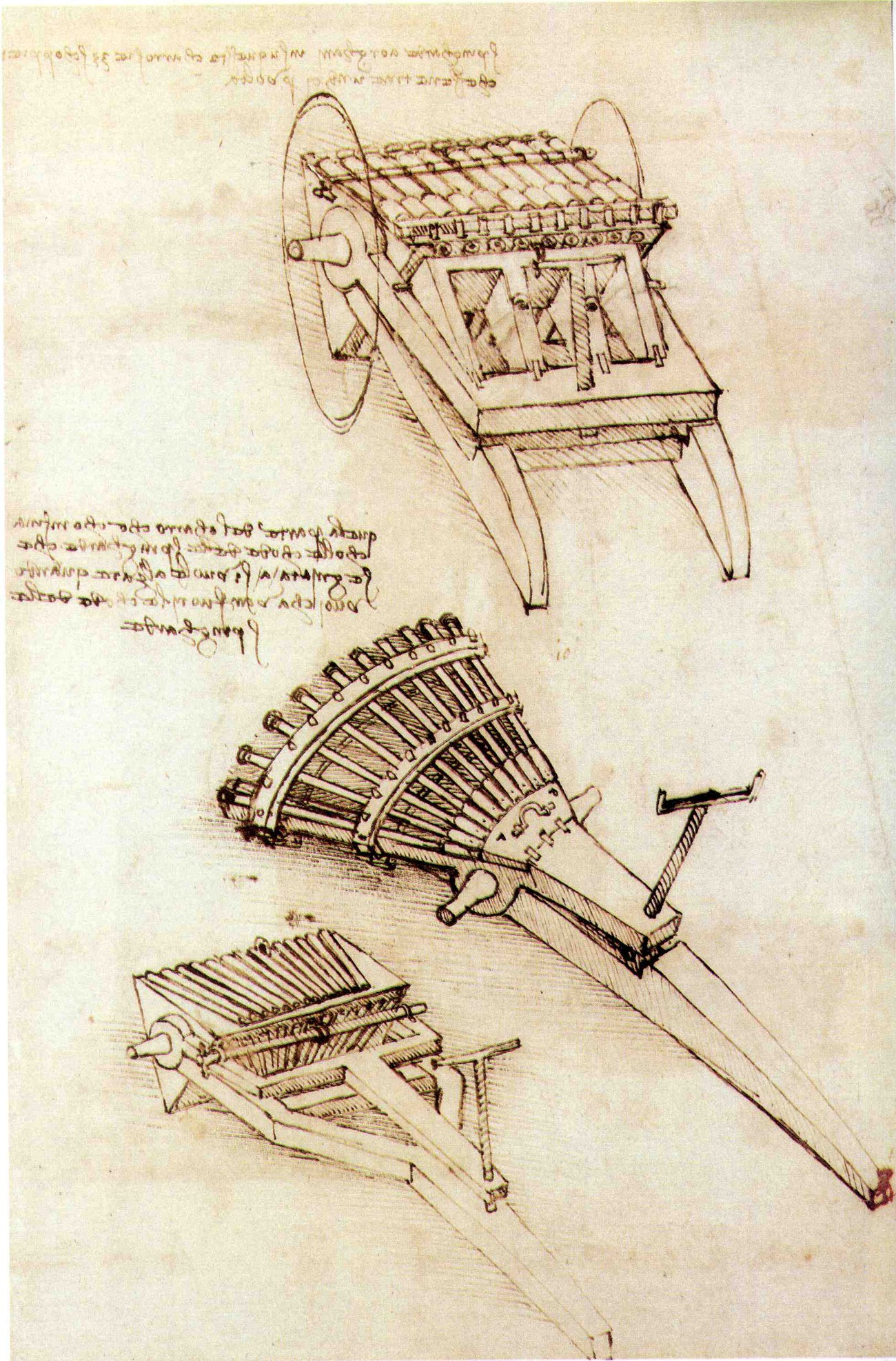
ダ・ヴィンチによるオルガン銃の図
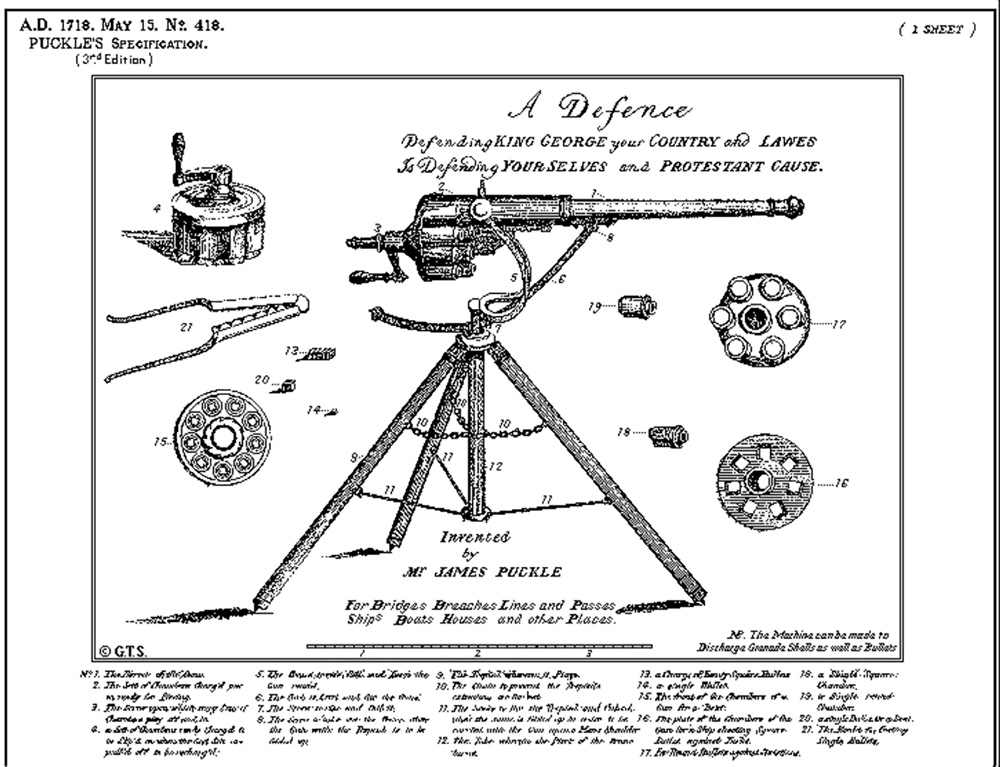
パックルガン
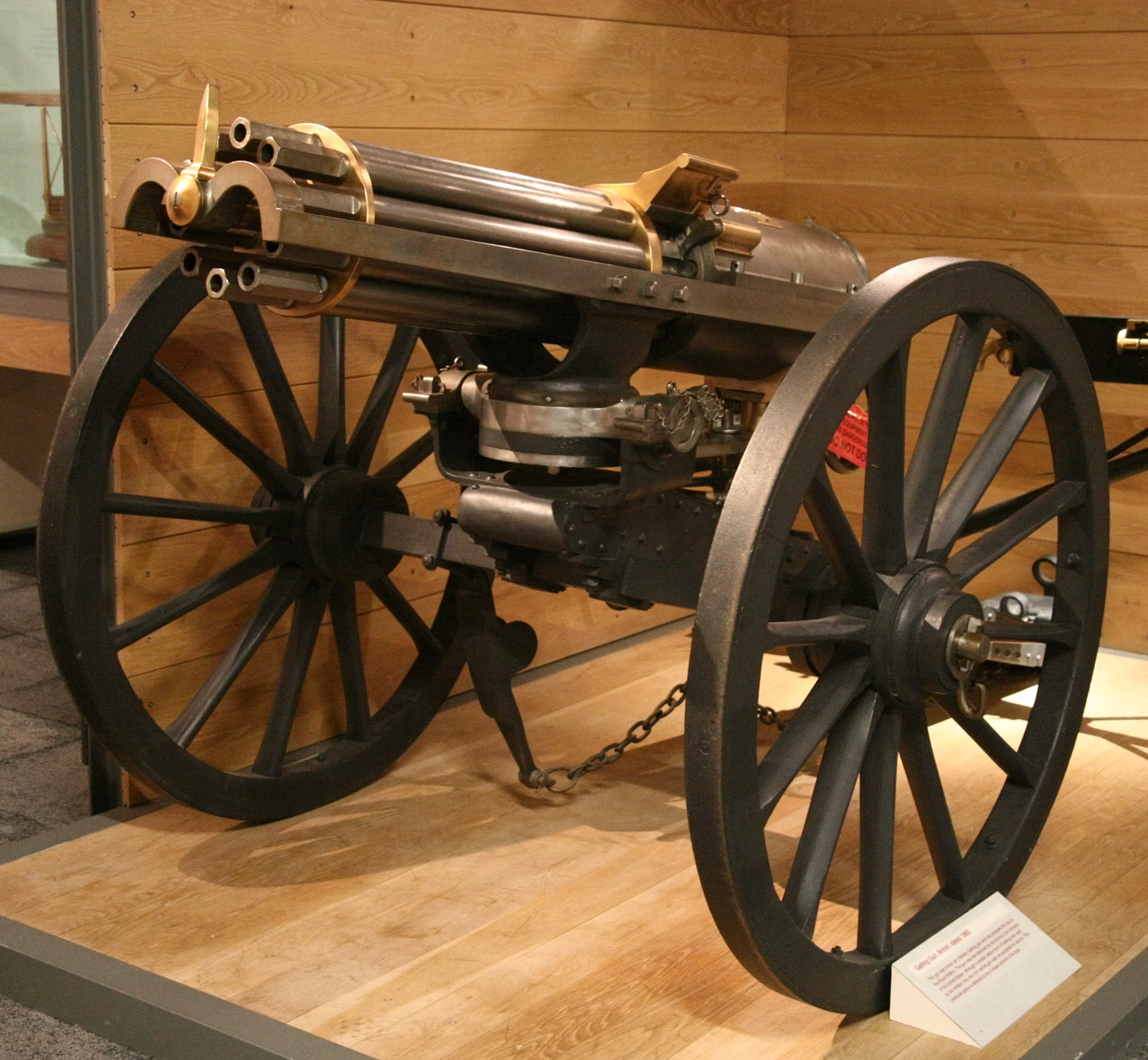
1865年型ガトリング砲
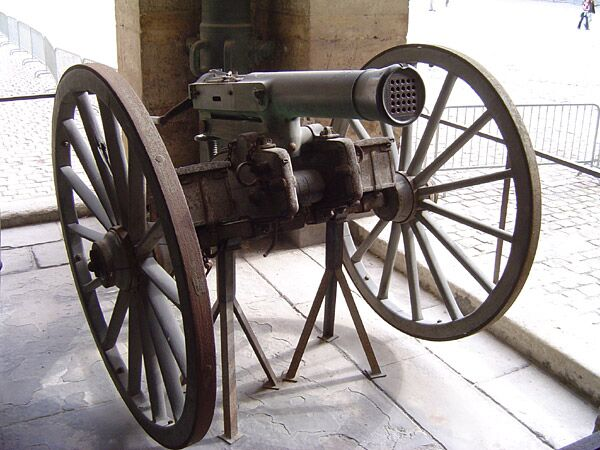
ミトラィユーズ

### 自己動力利用式機関銃の登場
上記のように、初期の機関銃は外部動力利用式が主流であったが、当時の「動力」とは機力ではなく、兵士が人力でクランクなどを回すものであったため、外力を必要としない自動機構の開発が求められた。まず実用化されたのが反動利用式で、イギリスのハイラム・マキシムによって1884年に最初の製品（マキシム機関銃）が完成された。一方、1892年にはアメリカ合衆国のジョン・ブローニングがガス利用式の機関銃を試作し、1895年にはコルトM1895重機関銃としてアメリカ軍に採用されたほか、1893年にはオーストリア陸軍のアドルフ・フォン・オドコレック大尉がより先進的なガス利用式の機関銃を発明し、その特許を購入したオチキス社が開発したオチキス機関銃は1895年のフランス陸軍のトライアルに提出された。またこの時期に無煙火薬の普及が始まり、火薬燃焼滓の清掃無しでの射撃可能数が著しく増加したことも、単銃身・単薬室の自己動力利用式機関銃を実用化させた。
これらの機関銃は、ヨーロッパの帝国主義列強によるアフリカ諸地域の植民地化（アフリカ分割）の過程で、少数のヨーロッパ軍部隊で多数のアフリカ人の抵抗を鎮圧するために非常な威力を発揮した。しかし一方で、人種差別による先入観や、新しい兵器技術への忌避感、騎士道を尊ぶ精神性のためもあって、これらの機関銃をヨーロッパ諸国同士で使用するという発想は乏しく、本国の部隊での装備化はなかなか進まなかった。
大日本帝国陸軍も日清戦争のためにマキシム機関銃を約100挺購入しており、台湾征討の際に実戦投入していたが、構造複雑で故障が多く、評価は高くなかった。その後、オチキス機関銃の三十年式実包仕様（保式機関砲）が導入されており、歩兵では防御用として兵站部隊で使用する程度であったが、騎兵では火力の不足を補う火器として活用に熱心であった。1904年開戦の日露戦争においてこれらと対峙したロシア軍もマキシムPM1905重機関銃を使用しており、いずれもその威力を直ちに理解した。
この戦訓を受けて、フランスやドイツは機関銃の装備化を積極的に推進しはじめたものの、結局、1914年に第一次世界大戦が勃発した時点では、機関銃の装備化に消極的だったイギリス軍と比べても、保有率に大きな差が生じるには至らなかった。

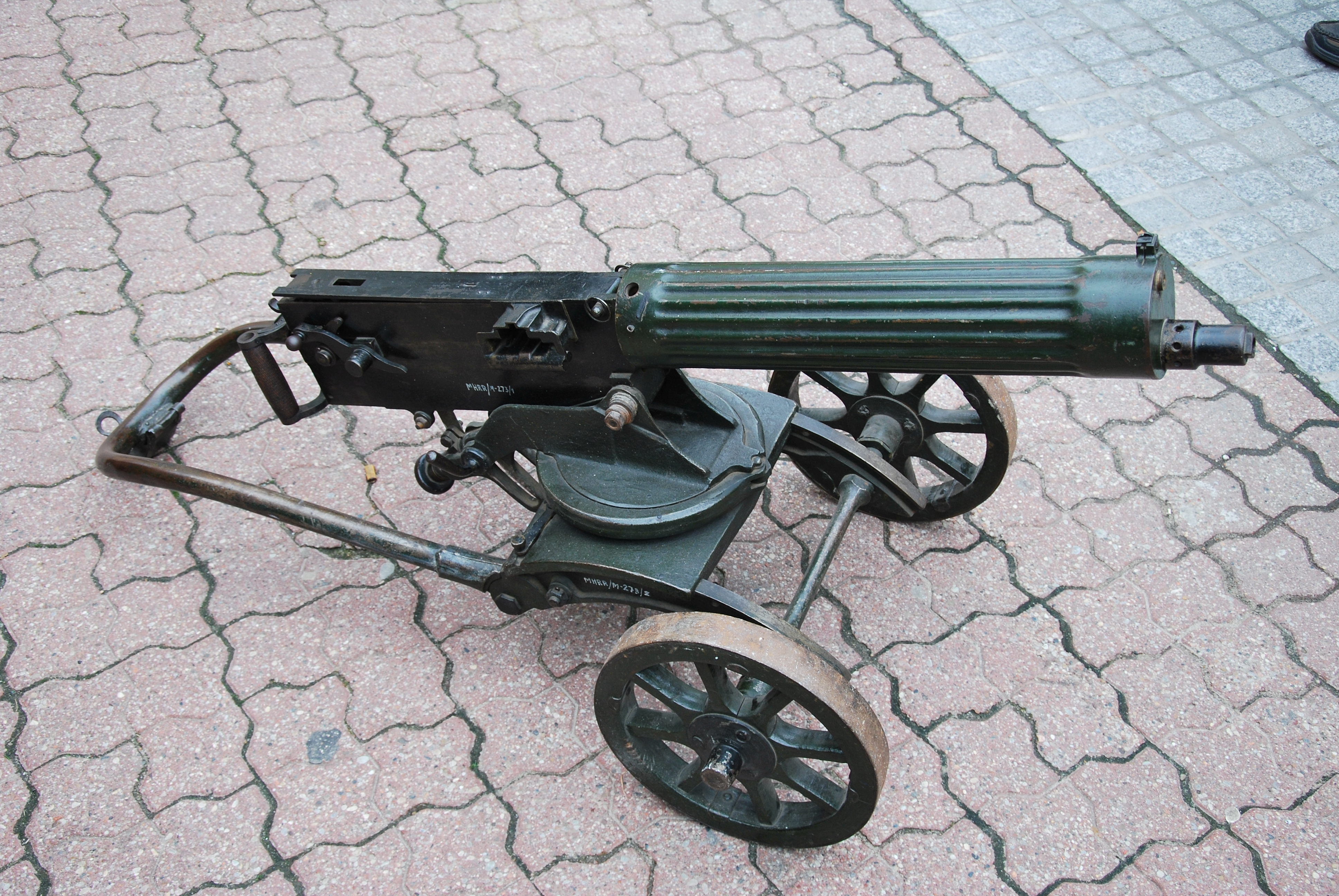
マキシム機関銃
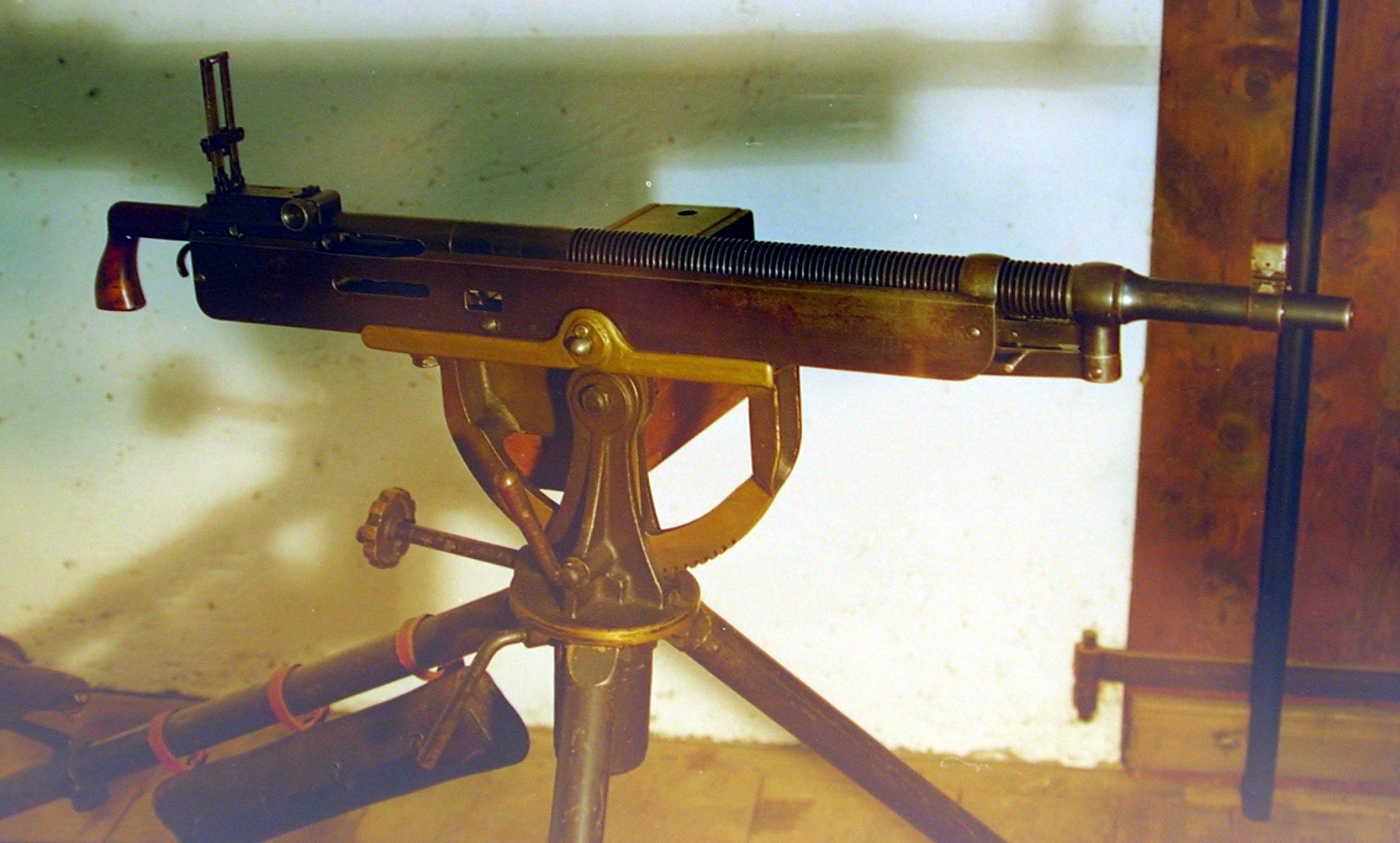
コルトM1895重機関銃
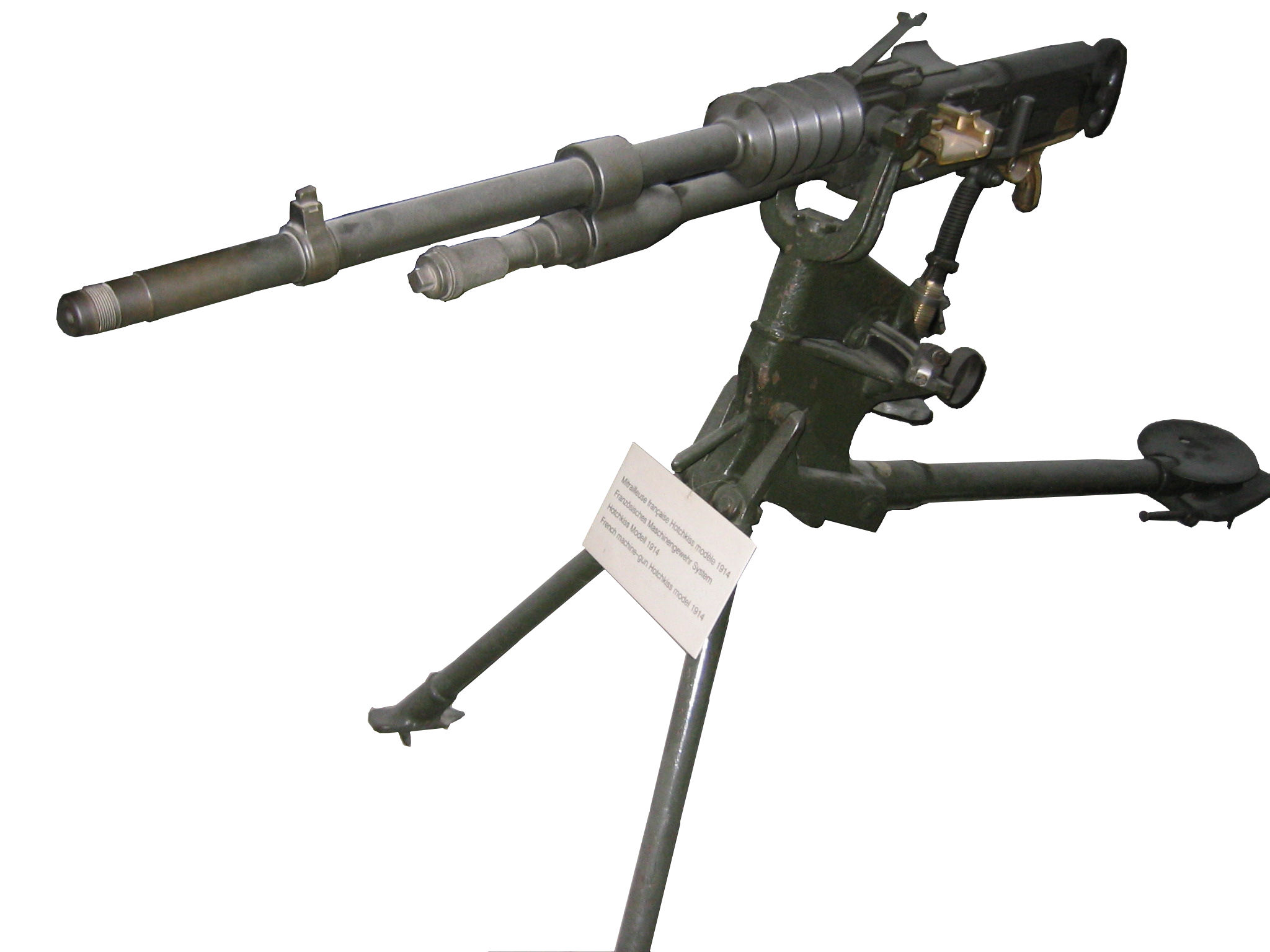
オチキス機関銃

### 第一次大戦での猛威と軽機関銃の登場
第一次世界大戦初期の時点では、歩兵部隊の装備火器は基本的に小銃のみで、中隊横一線の密集隊形で行動して、小銃の弾幕射撃で敵を制圧しながら肉薄し、最終的には密集した歩兵と銃剣による突進力で敵を圧倒することを旨としていた。
戦争が始まった直後に西部戦線において戦線が膠着し、戦いが塹壕と鉄条網に代表される陣地戦に移行すると、このような歩兵の戦い方や編成・装備の問題が露呈されることになった。陣地攻撃に先立つ入念な準備砲撃でも防御側の機関銃を完全に撲滅することは困難であり、そして機関銃に対して従来のように密集隊形で突撃することは自殺行為も同然で、たった1挺の機関銃でも旅団規模の突撃をも食い止めることができた。
しかし各国軍ともに上層部はこのような実態を認識できず、旧態依然とした戦術のままで作戦を続行した結果、甚大な損害を生じた。1917年4月のニヴェル攻勢において、フランス軍は初日だけで4万の死者を出し、更に6週間に渡って無益な突撃が繰り返された結果、ついに部隊で反乱が発生し、全112個師団のうち68個で暴動が発生する事態に至った（フランス軍反乱）。
機関銃の火線のなかでの陣地攻撃において、このような犠牲を避けるためには、部隊を細分化して散開し、地形・地物を利用しながら前進する必要があった。このような疎開隊形では、歩兵の突撃による戦闘力は著しく低下することから、歩兵部隊にも機関銃を配備してこれを補うことが構想されるようになった。これに応じて登場したのが軽機関銃で、従来の機関銃は重機関銃と称されるようになった。またこれとは逆に、装甲戦闘車両や航空機に対抗するため、小銃弾よりも強力な大口径弾を使用する重機関銃も登場した。そして塹壕内での咄嗟銃撃戦闘用に短機関銃が登場した。
このように機関銃の発達・体系化が進んだことで、攻撃時には軽機関銃は火力の中心となり、重機関銃がこれを支援するのに対し、防御時には重機関銃が火力の骨幹となり、軽機関銃がその間隙を埋め、そして攻防ともに小銃がこれら2種類の機関銃を援護するという、現代まで続く歩兵小部隊戦闘の基本が形成されることになった。大戦末期の戦場は、防御側の機関銃が依然として猛威を奮ってはいたものの、戦争前半ほど盤石なものではなく、軽機関銃の援護のもとで散開した歩兵部隊によって、防御側の機関銃はしばしば撲滅された。ただしこのように機関銃対機関銃の構図が生まれたこともあって、ロイド・ジョージによると、最終的に大戦全体の死傷者のほぼ80パーセントが機関銃の犠牲者だったとされる。

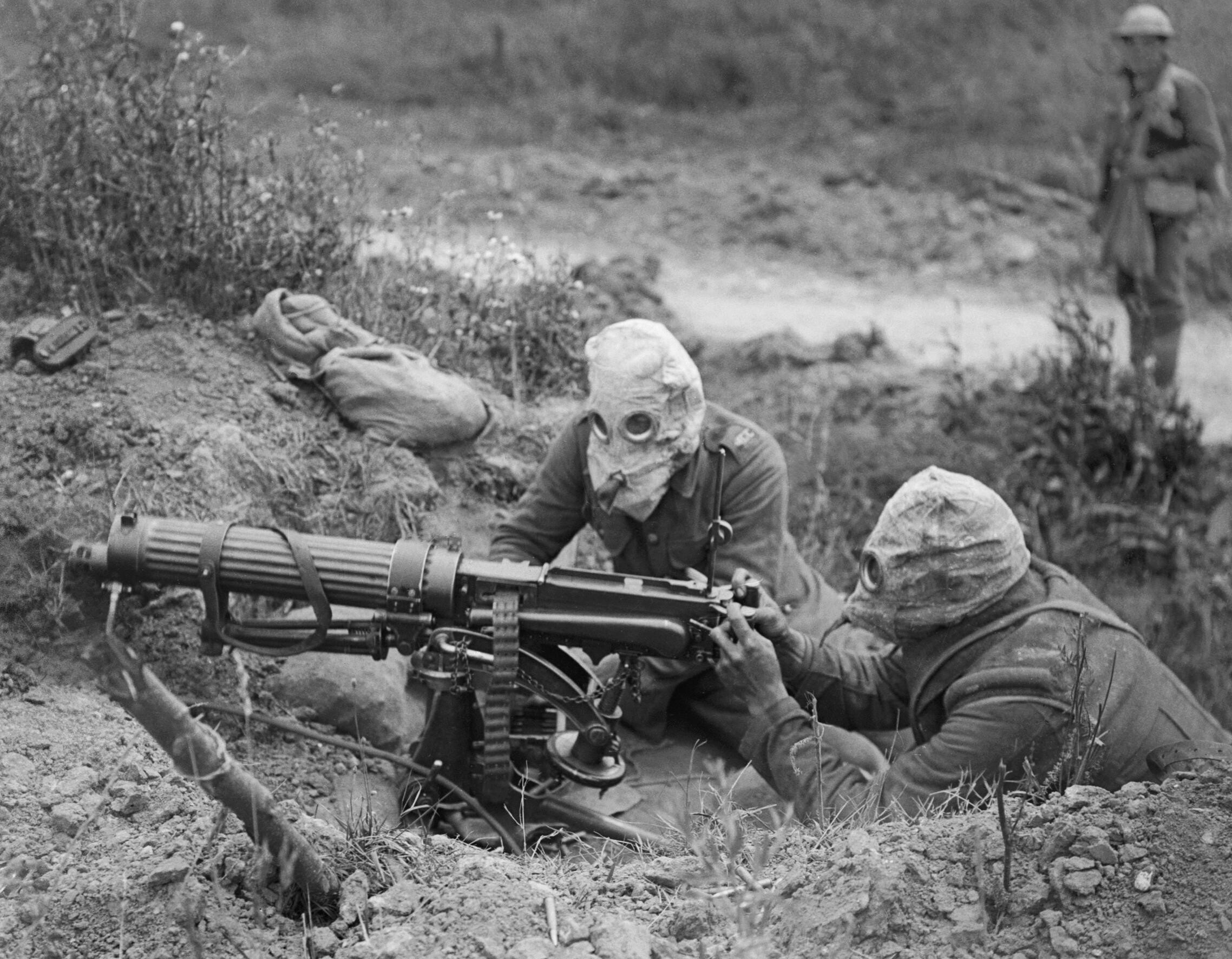
ソンムの戦い中に射撃姿勢を取るヴィッカース重機関銃チーム
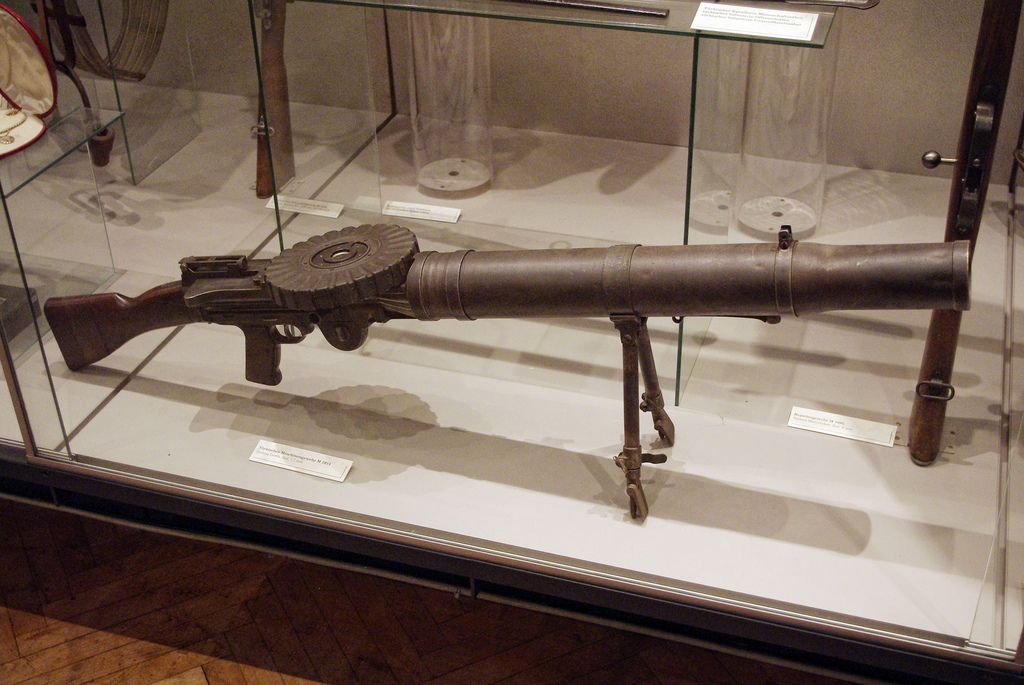
ルイス軽機関銃

### 汎用機関銃の登場と軽・重機関銃の復権

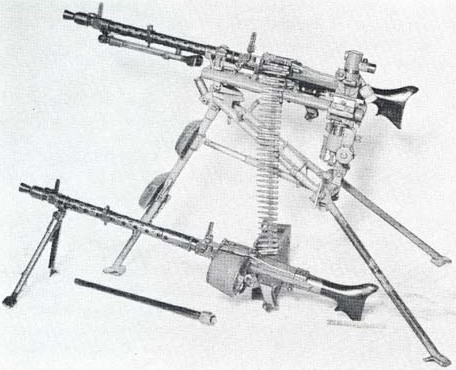
MG34機関銃: 手前のものは軽機関銃として二脚に架され、奥のものは中機関銃として三脚に架されている

第一次大戦中に登場した第一世代の軽機関銃は応急措置としての性格が強く、まもなく各国で本格的に軽機関銃の研究開発が開始されて、1920年代に相次いで装備化された。これらのうち、チェコスロバキアで開発されたブルーノZB26軽機関銃は「無故障機関銃」として定評があり、順次に改良されつつ各国でライセンス生産された。特にイギリス版のブレン軽機関銃は、ルイス軽機関銃のほかにヴィッカース重機関銃の代替も部分的に兼ねており、汎用機関銃のコンセプトの先取りでもあったが、完全な汎用化には至らなかった。
その後、真の汎用機関銃の嚆矢となったのがドイツのMG34機関銃であった。これは、銃の部品の一部や付属品を変更することで、軽・中機関銃、更には対空機関銃や車載機関銃まで使い分けることができるというものであり、ヴェルサイユ条約による重機関銃の保有禁止という制限を回避するとともに、極めて効率的な設計でもあった。第二次世界大戦でのドイツ陸軍は、MG34を軽機関銃のかわりに各歩兵分隊に1挺ずつ配備するとともに、重機関銃のかわりとしても歩兵大隊の重中隊に12挺を配備していた。またその発展型のMG42もMG34とともに広く用いられたが、こちらはプレス加工を多用することで生産コストの低減に成功しており、用兵面だけでなく生産面でも画期的な銃であった。
大戦後の西側諸国もドイツ軍の方針を踏襲して、分隊用の機関銃として汎用機関銃を用いるようになっていき、軽機関銃は廃止される方向にあった。これに対し、東側諸国では汎用機関銃は中隊レベルの装備とされて、これとは別に分隊レベルのための軽機関銃も維持していた。この結果、ベトナム戦争では、東側の武器体系を採用するベトナム人民軍は分隊用の軽機関銃を装備していたのに対し、アメリカ軍は汎用機関銃であるM60機関銃のみを装備した状態で戦争に突入した。しかし特に徒歩行軍の機会が多い熱帯雨林や山岳地域での戦闘において、機関銃本体も弾薬も重く嵩張るM60は輸送のために労力を要し、決定的に不利であった。この経験から、アメリカ軍でも軽機関銃の重要性が再認識されるようになり、1970年代には分隊支援火器（SAW）として正式な計画が発足、1986年にはベルギーで開発されたミニミ軽機関銃がM249軽機関銃として採用された。
一方、航空機の進歩に伴って、対空兵器としては重機関銃でも威力不足となり、第二次世界大戦ではより大口径の機関砲が用いられるようになっていた。特に50口径機銃は歩兵用としては大きく重すぎるとの理由から、一時期、装備数を減らしていた。しかし1982年のフォークランド紛争において、アルゼンチン軍はしばしばブローニングM2重機関銃を陣地の防衛に用いたが、イギリス軍の地上部隊は同クラスの機関銃を配備しておらず、苦戦を強いられたという戦訓もあり、このような火点や軽装甲車両と長距離で交戦する場合の有用性が再認識されるようになった。